# Amazone de Bouquet
Amazona arausiaca
Espèce
Statut de conservation UICN

 VU D1+2 : Vulnérable
Statut CITES
L'amazone de Bouquet (Amazona arausiaca), également appelée amazone à cou rouge, est une espèce d'oiseaux néotropicaux de la famille des Psittacidae (la famille des perroquets).

## Distribution
Cet oiseau est endémique de la Dominique.

## Référence
- Muller, 1776 : Des Ritters Carl von Linné königlich schwedischen Leibarztes u. u. vollständiges Natursystems. Supplements- und Register-Band über alle sechs Theile oder Classen des Thierreichs. Mit einer ausfürlichen Erklärung ausgefertigt. Gabriel Nicolaus Raspe, Nürnberg

## Sources
- Forshaw J.M. (2006) Parrots of the World. An identification guide. Princeton University Press, Princeton, Oxford, 172 p.
- Mario D. & Conzo G. (2004) Le grand livre des perroquets. de Vecchi, Paris, 287 p.